# Герб Воєводини
Герб Воєводини - два герби автономії Автономної Області Воєводини (розташований у північній Сербії), що прийнятий 28 червня 2002 року (офіційний герб) та 5 вересня 2016 р. (традиційний герб). 
Два герба мають рівний статус у рішенні провінційної асамблеї про виникнення і використання символів та традиційних символів П. А. Воєводина, прийнятого в 2016 році.

## Опис офіційного герба
Герб заснований на історичному гербі сербської Воєводини на прапорі Національної гвардії Земуна зразка 1848 року.
Три поля герба Воєводини поєднують герби трьох історичних районів Воєводини XVIII століття:

Герб Бачки

- Герб Бачки був наданий Леопольдом I, імператором Священної римської імперії (1657-1705) у 1699 році. Пізніше (1861) він зберігся в окрузі Батш-Бодрог. Опис: у блакитному полі на зеленій траві стоїть св. Павло, одягнений у блакитну сорочку та коричневу тогу з золотим німбом, що тримає у правиці срібний меч з золотим руків'ям і Біблію в лівій руці. Район Бачка-Бодрог був розділений між Югославією та Угорщиною після Першої світової війни. Північна частина її пізніше була включена до медьє Бач-Кішкун Угорщини, яка також використовує герб зі св. Павлом у його половині.
- Герб Баната - золотий лев із шаблею у правиці, був гербом банату Темесвар. Це була земля австрійської корони від 1718 року, коли була захоплена в Османської імперії, і до 1779 року, коли автономія була скасована. Герб Банату походить від найстарішого герба Габсбурґів. Герб позначав землю як власне володіння імператора (звідси лев, тільки без корони), що знаходиться на межі з Османською імперією (шабля в левовій лапі). В даний час герб використовується лише в частині Банату - Воєводині. Румунія має свій символ Банату: міст із двома арочними отворами на хвилях, з якого виникає банатський лев із шаблею. Половина лева також є на гербі Тімішського повіту Румунії.

Герб Срему

- Герб Срему наданий 1747 року австрійською імператрицею Марією Терезою. Сучасна хорватська Вуковарсько-Сремська жупанія використовує подібний герб: три білі хвилі на синій, що символізують три річки Срему: Босут, Саву і Дунай. Олень знаходиться неподалік від зеленої тополі. Дерево змінилося протягом всієї історії. В оригінальному гербі дерево було кипарисом. Сучасний хорватський дизайн надавав перевагу тому, щоб зробити його дубом, який поширений у регіоні і є своєрідним національним символом. Подібно, тополя пов'язана із Сербією (королівська родина виникає з місця Топола).

## Опис традиційного герба
Опис виду традиційного герба: 
|  | Герб Автономної провінції Воєводина - це традиційний герб з 1848 р. З червоним щитом, на якому розташований срібний хрест між чотирма золотими окулярами, краями (краями), що стоять перед стовпом хреста. Щит знаходиться під загрозою відкритого вінка, що складається з лівої частини гіпсу та правої сторони оливкової гілки натуральних квітів, які зв'язані блакитною стрічкою. Щит лежить на герцогства Порфирі з трьома наборами, що висять під закритою герцогською короною, розділеною на дві частини, що покривають середній порфір |

.

## Історія
Історичний герб Сербської Воєводини був прийнятий 1848 року. У його центральній частині знаходиться сербський хрест. На лівій і правій стороні розташовані невеликі герби чотирьох історичних районів Сербської Воєводини: Срему, Банату, Бачки, Барані.
Герб увінчує угорська корона Святого Стефана. Корона була поміщена на герб, як символ наміру сербів створити власну автономію у складі Угорського Королівства. Але від початку війни між сербами та угорцями намір було змінено на те, що Сербська Воєводина має бути повністю відокремлена від королівства Угорщини і безпосередньо підпорядкована Відню.

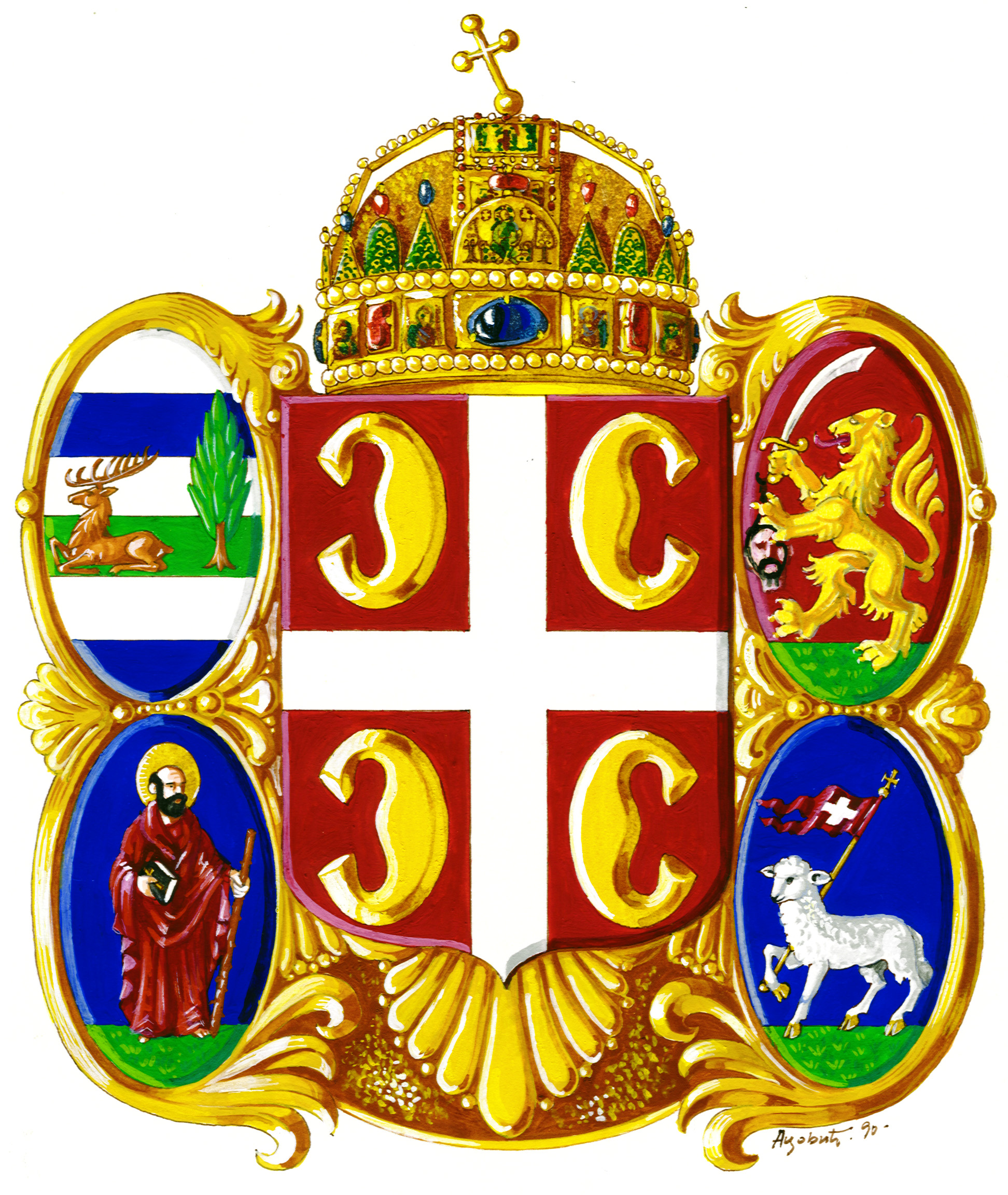
Герб сербської Воєводини від 1848 р., що використовувався Земмунською народною гвардією
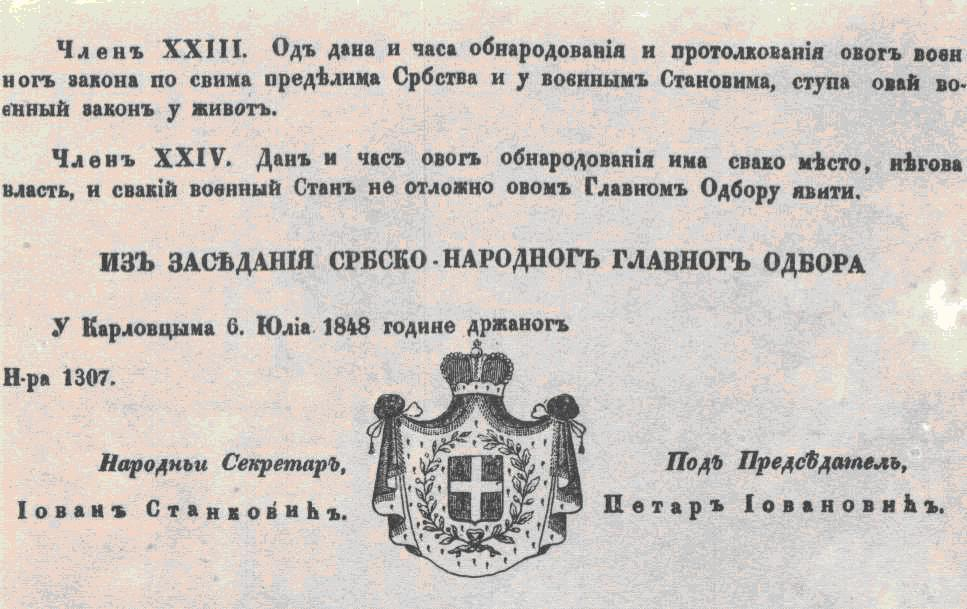
Герб Сербського князівства з Офіційного бюлетеня 1848 р.
Герб сербської Воєводини з 1848 року
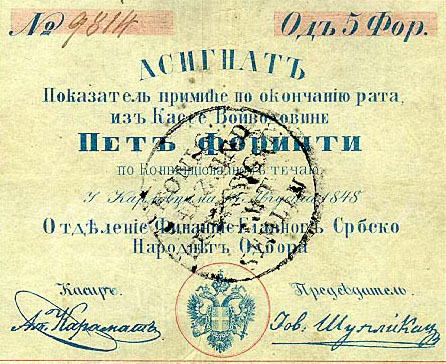
Чотири емблеми на гербі сербської Воєводина 1848 року